# Lisbeth Weidner
Elisabeth Katharine Dorothea Weidner, genannt Lisbeth (* 24. Oktober 1862 in Tullau; † 19. März 1928 in Schwäbisch Hall) war die erste Diakonisse im neu gegründeten Diakonissenhaus in Schwäbisch Hall.

## Leben
Lisbeth Weidner war die Tochter eines Bauern und verdingte sich zuerst als Magd. Später arbeitete sie als Dienstmädchen bei der Fabrikantenfamilie Kade in Steinbach und ab 1881 bei verschiedenen Haller Pfarrersfamilien.
Bereits im Konfirmandenunterricht fühlte sie sich zu christlicher Arbeit berufen. Trotz Widerstand der Eltern ergriff Lisbeth Weidner den ersten offiziellen Frauenberuf, den die evangelische Kirche geschaffen hat.

## Schaffen
Sie trat am 19. Januar 1886 als erste Diakonisse in das neu gegründete Diakonissenhaus ein. Ab 1. Februar 1886 begann sie dort ihre Ausbildung in der Krankenpflege. Im Herbst 1886 arbeitete sie in der Typhuspflege in Tiefenbach. Dann folgten zwei Jahre Dienst im Stammhaus zur Beendigung ihrer Ausbildung als Krankenschwester.
Ab April 1888 war sie Leiterin der neu gegründeten Gemeindediakoniestation in Langenburg. Gemeindepflege war noch weitgehend unbekannt und so musste Lisbeth Weidner die Menschen zuerst vom segensreichen Wirken einer Gemeindeschwester überzeugen. Die Gemeindediakonie entwickelte sich unter ihrem Wirken stetig weiter und bis 1900 wurden 36 Stationen gegründet.
1893 übernahm sie die Leitung des neu gegründeten Johanniter-Kinderkrankenhauses. Zusätzlich war sie von da an auch teilweise für die Ausbildung der neu eingetretenen Schwestern zuständig.
1900 gründete die Diakonissenanstalt als neuen Arbeitszweig die Betreuung schwer geistig und körperlich Behinderter. Lisbeth Weidner übernahm nicht nur die Pflege der Kranken und die organisatorische Leitung. Sie bildete auch die jungen Schwestern aus. 1912 zog sie mit ihren Patienten in das neu gebaute sogenannte „Schwachsinnigenheim“ um. Später wurde es nach seinem Gründer Gottlob-Weißer-Haus genannt. Sie starb 1928 im Alter von 65 Jahren durch einen Schlaganfall. 42 Jahre Schwesternarbeit, davon 28 Jahre in der Behindertenarbeit, liegen hinter ihr.

## Würdigung
Eine Straße in Lisbeth Weidners Geburtsort Tullau heißt seit 2008 „Lisbeth-Weidner-Weg“.